# Club Sport Emelec 1993
Questa voce raccoglie le informazioni riguardanti il Club Sport Emelec nelle competizioni ufficiali della stagione 1993.

## Stagione
La società ottiene il 7º titolo della sua storia. La prima fase la vede primeggiare nel proprio girone, a pari merito con il Delfín, con 14 punti in 10 partite; nella seconda fase è terza nel proprio gruppo dietro a Deportivo Cuenca e LDU Quito; grazie al primo posto nella prima fase ottiene la qualificazione alla fase finale. Nel girone a 8 per il titolo, l'Emelec vince 9 delle 14 gare, ne perde 4 e ne pareggia 1. Con 19 punti si laurea campione nazionale, con una lunghezza di vantaggio sul Barcelona.

## Maglie e sponsor
| Casa |

## Rosa
| N. |                      | Ruolo | Calciatore       |
| -- | -------------------- | ----- | ---------------- |
|    | Ecuador (bandiera)   | P     | Alex Cevallos    |
|    | Ecuador (bandiera)   | P     | Erwin Ramírez    |
|    | Ecuador (bandiera)   | P     | Emilio Valencia  |
|    | Ecuador (bandiera)   | D     | Tomás Arboleda   |
|    | Ecuador (bandiera)   | D     | Fabricio Capurro |
|    | Ecuador (bandiera)   | D     | Luis Capurro     |
|    | Ecuador (bandiera)   | D     | Dannes Coronel   |
|    | Ecuador (bandiera)   | D     | Ángel Hurtado    |
|    | Ecuador (bandiera)   | D     | Iván Hurtado     |
|    | Ecuador (bandiera)   | D     | José Minda       |
|    | Ecuador (bandiera)   | D     | Diego Moreno     |
|    | Ecuador (bandiera)   | D     | Augusto Porozo   |
|    | Ecuador (bandiera)   | D     | Máximo Tenorio   |
|    | Argentina (bandiera) | C     | Marcelo Benítez  |
|    | Ecuador (bandiera)   | C     | Marco Caicedo    |
|    | Ecuador (bandiera)   | C     | Kléber Fajardo   |

| N. |                      | Ruolo | Calciatore        |
| -- | -------------------- | ----- | ----------------- |
|    | Ecuador (bandiera)   | C     | Joaquín Mina      |
|    | Argentina (bandiera) | C     | Marcelo Morales   |
|    | Ecuador (bandiera)   | C     | Vidal Pachito     |
|    | Ecuador (bandiera)   | C     | Eduardo Smith     |
|    | Ecuador (bandiera)   | C     | Enrique Verduga   |
|    | Ecuador (bandiera)   | A     | Javier Balladares |
|    | Ecuador (bandiera)   | A     | Jorge Batallas    |
|    | Ecuador (bandiera)   | A     | Iván Burgos       |
|    | Ecuador (bandiera)   | A     | Jesús Cárdenas    |
|    | Ecuador (bandiera)   | A     | Luis Castillo     |
|    | Ecuador (bandiera)   | A     | Ángel Fernández   |
|    | Ecuador (bandiera)   | A     | Humberto Garcés   |
|    | Ecuador (bandiera)   | A     | Javier Medina     |
|    | Argentina (bandiera) | A     | Roberto Oste      |
|    | Paraguay (bandiera)  | A     | Hugo Sosa         |

## Statistiche

### Statistiche di squadra
| Competizione   | Punti | Totale | Totale | Totale | Totale | Totale | Totale |
| Competizione   | Punti | G      | V      | N      | P      | Gf     | Gs     |
| -------------- | ----- | ------ | ------ | ------ | ------ | ------ | ------ |
| Serie A        | 44    | 34     | 18     | 8      | 8      | 58     | 25     |
| Coppa CONMEBOL | -     | 2      | 1      | 0      | 1      | 3      | 4      |
| Totale         | 44    | 36     | 19     | 8      | 9      | 61     | 29     |